# Leverhirs
Leverhirs (Urochloa panicoides) är en gräsart som beskrevs av Ambroise Marie François Joseph Palisot de Beauvois. Enligt Catalogue of Life ingår Leverhirs i släktet leverhirser och familjen gräs, men enligt Dyntaxa är tillhörigheten istället släktet leverhirser och familjen gräs. IUCN kategoriserar arten globalt som livskraftig. Arten förekommer tillfälligt i Sverige, men reproducerar sig inte. Inga underarter finns listade i Catalogue of Life.